# Sheffield
Sheffield je grad u Engleskoj, u regiji Yorkshire i Humber i grofoviji Južni Yorkshire. Nazvan je po rijeci Sheaf koja protječe gradom. Tijekom industrijske revolucije u 19. stoljeću postao je svjetski poznat po proizvodnji čelika (te i danas nosi nadimak Steel City – "Grad čelika"), a u tom se razdoblju stanovništvo gotovo udesetorostručilo. Broj stanovnika nastavio je rasti do polovice 20. stoljeća dosegavši 1951. godine 577.050 nakon čega je, zbog gospodarske stagnacije 1970-ih i 1980-ih, pao na današnjih 534.500 (procjena 2008.).

## Zemljopis
Sheffield leži u dolini rijeke Don i njezinih pritoka Loxley, Porter Brook, Rivelin i Sheaf. Zelene površine čine 61 % područja Sheffielda, a trećina grada leži u Nacionalnom parku Peak District. Više je od 200 parkova, šuma i vrtova u gradu, te oko 2,5 milijuna stabala pa Sheffield ima veći udio stabala po glavi stanovnika od bilo kojeg europskog grada.

## Stanovništvo
Prema popisu stanovništva iz 2001. grad je imao 513.234 stanovnika, što je 1,9 % više nego 1991. godine. Šire područje grada imalo je 640.720 stanovnika. Prema rasnoj podjeli 91,2 % stanovništva su bijelci, 4,6 % Azijati, 1,8 % crnci i 1,6 % mješanci. Prema religiji 68,6 % je kršćana, a 4,6 % muslimana. Sheffield je sedmi grad po veličini u Velikoj Britaniji i šesti u Engleskoj.

## Šport
- Sheffield F.C., najstariji nogometni klub na svijetu, osnovan 24. listopada 1857.
- Sheffield United F.C., nogometni klub
- Sheffield Wednesday F.C., nogometni klub

## Poznate osobe
- Gordon Banks, bivši nogometni vratar i reprezentativac
- Sean Bean, glumac
- Gary Cahill, nogometaš
- Paul Carrack, glazbenik
- Bruce Chatwin, putopisac
- Steve Clark, gitarist
- Joe Cocker, pjevač
- Harry Maguire, nogometaš
- Philip Oakey, pjevač
- Michael Palin, glumac, član Monty Pythona, putopisac i predsjednik Kraljevskog geografskog društva
- Alex Turner, pjevač i gitarist Arctic Monkeysa
- Kyle Walker, nogometaš

## Gradovi prijatelji
Sljedeći gradovi imaju ugovor o suradnji sa Sheffieldom:
- Anshan, Kina
- Bochum, Njemačka
- Donjeck, Ukrajina
- Esteli, Nikaragva
- Kawasaki, Japan
- Kitwe, Zambija
- Kotli, Pakistan
- Pittsburgh, SAD

Dvije ulice u Sheffieldu nose imena gradova prijatelja: Bochum Parkway i Donetsk Way.

## Vanjske poveznice
- Službena stranica (engl.)

### Ostali projekti
|  | Zajednički poslužitelj ima još gradiva o temi Sheffield |